# Mistral (police de caractères)
Mistral est une police de caractères manuaire, créée entre 1951 et 1953 par le Français Roger Excoffon et éditée en 1953 par la fonderie Olive. Cette typographie est le fruit de plusieurs années de recherche dont l’objet est l’imitation de l’écriture manuscrite. Elle est indissociable de la France des années 1950 et 1960 et de ses nombreuses affiches publicitaires et des devantures du Montréal des années 2000.

## Historique de création

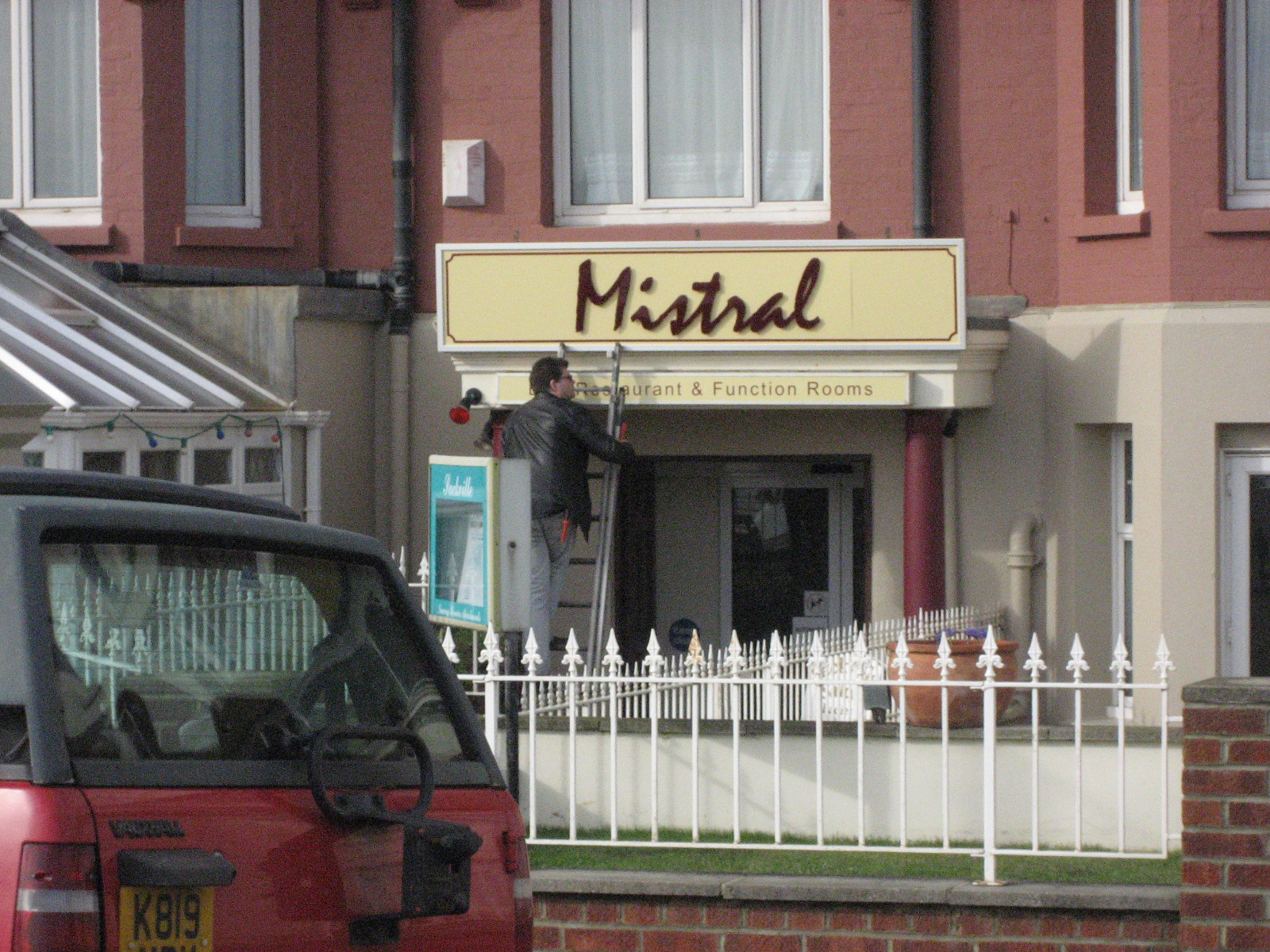
Enseigne d’un restaurant de Bexhill-on-Sea en Angleterre utilisant la police Mistral d’Excoffon.

Alors que la démarche des typographes de son époque est à la neutralité, Roger Excoffon en prend le contre-pied. En effet, il souhaite se détacher des conventions typographiques en recherchant une fonte spontanée et chaleureuse tout en élaborant une synthèse de l’écriture du XXe siècle. Il a pour idée d’imiter l’écriture manuscrite au stylo-bille. Pour ce faire, il tente de synthétiser les écritures des grandes figures intellectuelles de son temps mais finit par prendre pour base sa propre écriture. Tout l’objet de son travail sera de conserver la vitalité du tracé de la cursive dans la rigidité du plomb,,.
Roger Excoffon travaille déjà depuis 1951 à concevoir cet alphabet manuaire lorsqu’en 1953 Marcel Olive, de la fonderie Olive, lui demande de dessiner une typographie capable de concurrencer un alphabet déjà existant : le Peignot. Attaché à la Provence, Excoffon donne à cette police le nom du vent mistral afin de rappeler son caractère léger et sans contrainte. La fonderie Amsterdam en publiera une autre version en 1955.
Les archives d’Excoffon, dont celles concernant le Mistral, sont déposées à l’Institut mémoires de l’édition contemporaine (IMEC), en Normandie.

## Description
De manière générale, cette police ne présente ni alignements horizontal ni vertical visibles. Au contraire, la fréquence des rapprochements des lettres permet de prévoir des suites d’alliances irrégulières, mais compréhensibles une fois inscrit dans un contexte. Visuellement les caractères fins et légers ne présentent aucun angle droit et se suivent dans un mouvement fluide. De plus, Excoffon fait varier les formes des lettres afin de les rendre mobiles. Toutefois, contrairement à l’écriture manuscrite, les attaches sont de même hauteur et de même orientation ; les capitales, quant à elles, étant utilisables de manière autonome. Enfin, il introduit une apparence et une sensation granité en ajoutant du granuleux au contour des lettres. 
De manière plus précise, les majuscules sont détachées des minuscules mais, elles gardent le même effet de tracé manuel légèrement incliné. la fonte présente quelques particularités : un « j » sans point ; un  « Q » tracé d’un seul mouvement ; un  « p » à la boucle ouverte ; la barre du « t », haute et partant à gauche plutôt qu’à droite des lettres alternatives pour le « a » et le « u » accentués, le « e » et le « s » finaux, ainsi que certaines ligature comme le « qu », « ll », « st » et « on ». Les lettres ascendantes et descendantes n’ont pas la même hauteur. Les pentes sont marquées, mais non homogènes. Il n’y a pas de crénage. La chasse est inégale,,.

## Utilisations
Le Mistral est une police de caractères largement utilisée dans le contexte publicitaire et artisanal. Elle est notamment visible en France durant les Trente Glorieuses sur les devantures des petits commerçants et artisans (bouchers, charcutiers, coiffeurs et restaurateurs) ainsi que des encarts publicitaires dans les journaux et dans la rue. Elle constitue l’un des nombreux symboles de cette période faste. Plus tard, cette police est reprise par le thriller américain de 2011 Drive. Dans les années 2000, elle fait partie intégrante de la ville de Montréal et des enseignes de ses magasins de proximité.